# Střední průmyslová škola sdělovací techniky
Střední průmyslová škola sdělovací techniky je střední škola sídlící v centru Prahy. Podle Panské ulice, ve které se nachází hlavní budova, je tato škola také všeobecně známa pod názvem „Panská“.

## Historie
SPŠST vznikla v roce 1952, avšak její kořeny sahají až na počátek 20. století.
V roce 1901 se začalo vyučovat v tehdy druhé průmyslové škole v Praze - Státní průmyslové škole na Smíchově, v Preslově ulici. Její součástí byla i dvouletá mistrovská škola elektrotechnická (první v Rakousku). Ve školním roce 1919/20 zde byla otevřena čtyřletá vyšší elektrotechnická škola.
Na podzim roku 1945 byla škola rozdělena na druhou Státní průmyslovou školu strojnickou, která zůstala v Preslově ulici, a na Státní průmyslovou školu elektrotechnickou, která se přestěhovala do budovy v Praze 1 Na Příkopech. I tato škola se dále rozdělila na dvě školy samostatné - oddělení silnoproudé zůstalo Na Příkopech a oddělení slaboproudé získalo budovu v Ječné ulici.
Odtud se 1. října 1952 odloučilo osm tříd, které přesídlily do budovy ve Wolkerově ulici v Praze 6. To byl základ samostatné školy. Pro její ustavení je důležité datum 18. října 1952, kdy byl podepsán takzvaný „Pamětní spis“. Ministerstvem školství, věd a umění byla škola pod názvem Vyšší průmyslová škola sdělovací elektrotechniky povolena až na konci školního roku 1952/53.
V letech 1953 až 1957 nesla název III. průmyslová škola elektrotechnická v Praze 1, později Vyšší průmyslová škola slaboproudé techniky, v letech 1962 až 1982 je známa jako SPŠ spojové techniky. Střední průmyslová škola filmová, vychovávající pracovníky pro oblast filmu, byla zřízena v Čimelicích v roce 1952. V roce 1982 došlo k připojení této školy. Škola tak dostala nové jméno – Střední průmyslová škola sdělovací techniky.
Postupně byly ve škole budovány laboratoře elektrotechniky, učebny spojové techniky, mikroprocesorové techniky, rozhlasové a televizní studio, kinosál, audiovizuální učebna, ale také laboratoře chemie a fyziky, jazykové učebny, tělocvična s posilovnou i venkovní hřiště.
Zvláště v posledních desetiletích zasáhl výrazně do výuky rozmach počítačů. Ve školním roce 1986/87 byla dána do užívání první učebna s počítači IQ 151, ve školním roce 1990/91 bylo vybavení učeben změněno na počítače typu PC. V současnosti celá školní síť čítá cca 150 moderních počítačů a více než 10 serverů.
V roce 1993 byla škola, jako jedna z prvních středních škol v ČR, připojena na Internet.

### Budovy školy
Od roku 1953 je hlavním sídlem školy budova v Panské ulici. Ta je celou svou historií svázaná se školstvím.
V září roku 1757 koupili v Panské ulici trosky dvou domů piaristé - bratři Řádu chudých kleriků Matky Boží. Ti se zabývali výchovou mládeže a zřizovali kláštery se školami. V roce 1766 zde otevřeli elementární školu s pěti třídami a v roce 1777 přibyla i gymnaziální výuka. Později byla budova sídlem české reálky, v letech 1857-63 zde působila i reformovaná průmyslová škola s večerním a nedělním vyučováním ( první průmyslová škola na našem území, založená Jednotou pro povzbuzení průmyslu v Čechách roku 1837). Do roku 1948 byla budova sídlem Státního mužského Amerlingova učitelského ústavu a v letech 1948-53 základní odborné školy pro elektromechaniky.
Dvoru budovy v Panské ulici vévodí nádherný statný jinan dvoulaločný. Tento cenný strom (jeden z vůbec nejstarších jinanů v Praze) střeží školní dvůr se všemi jeho proměnami již od dob Amerlingova učitelského ústavu a stal se pro školu jedním z jejích základních symbolů.

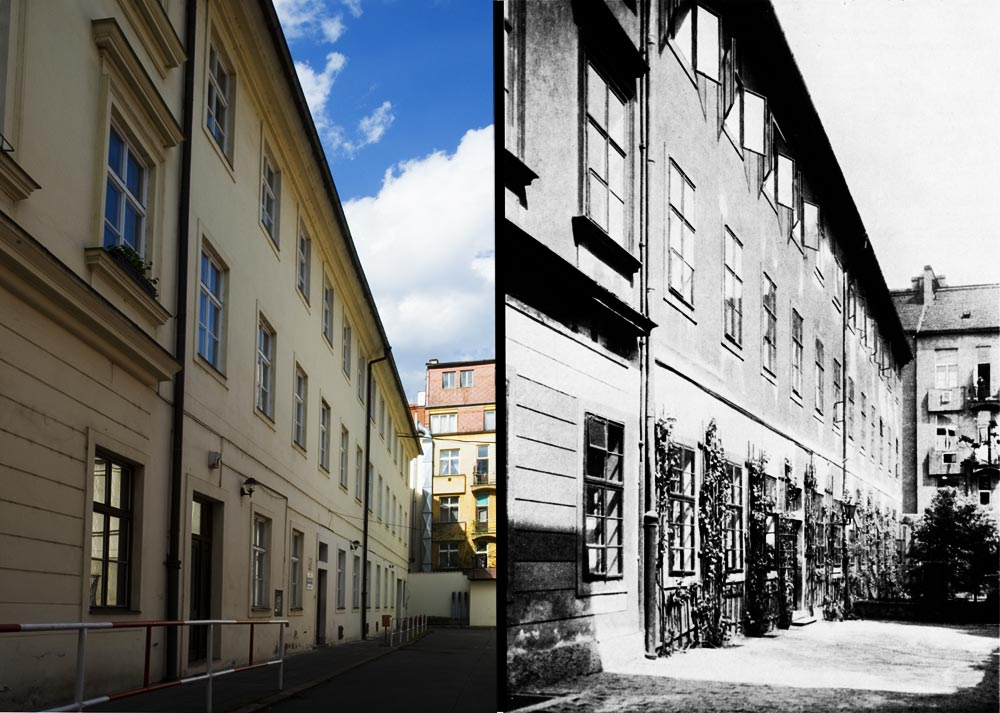
Budova v Panské ulici v letech 2006 a 1926

Protože se škola v Panské stále potýkala s nedostatkem prostor, byly první ročníky od roku 1966 přesunuty do další z historických pražských školních budov – do ulice Malá Štupartská.
Tato budova byla vystavena obcí pražskou na místě severní části kláštera minoritů při kostele sv. Jakuba. Ta totiž roku 1841 vyhořela. Vyučování zde započalo roku 1863, kdy se sem přestěhovala nejstarší z českých průmyslových škol.
V letech 1982-1990 patřila ke škole ještě budova v Praze 5 Na Bělidle, kde bylo sídlo VHČ, odborné učebny a dílny.

## Studijní obory
S připojením SPŠ filmové došlo k první velké změně ve struktuře školy. K původnímu oboru spojová technika, který se ve 3. a 4. ročníku rozděloval na dvě zaměření: R - radiokomunikace a T - telekomunikace, přibyl obor Obrazová a zvuková technika (OZT), se zaměřeními technickým a produkčním.
Zaměření R se zabývalo radioreléovými systémy, vysílači a vysílacími systémy, televizní technikou - vybavením studií, odbavovacích a vysílacích pracovišť a vysílačů.
Zaměření T bylo zaměřeno na kabelové systémy a telefonní služby a systémy, vychovávalo pracovníky pro telefonní ústředny, firmy zabývající se pokládáním kabelových tras, pro dálkové spoje apod.
V roce 1984 byl obor OZT zrušen a zaveden jeden univerzální obor Elektrotechnická a sdělovací zařízení. V jeho rámci existovala ve 3. a 4. ročníku větev zaměřená na obrazovou a zvukovou techniku.
K obnovení oboru OZT s oběma zaměřeními došlo v roce 1990.
V roce 1994 byl obor Spojová technika nahrazen oborem Digitální telekomunikační technika (DGT). V tomtéž roce byl zaveden nový obor- Technické lyceum (LYC), který nabízí škola dodnes. V letech 2008- 2010 došlo k modernizaci oborů OZT a DGT a upravení studijních plánů v souladu s EU a vznikly tak úplně nové obory. V současnosti tedy škola čtyři obory: Filmová a televizní tvorba (FTT), Komunikace a multimédia (KAM) – od září 2017 Audiovizuální technika (AVT), Globální síťové technologie (GST) a Technické lyceum (LYC).

### Filmová a televizní tvorba
FTT byl otevřen v roce 2009. Jde o obor s uměleckým zaměřením a je na něj stanovena talentová zkouška. Je vhodný pro uchazeče se zájmem o počítačovou animaci, tvorbu, produkci a prezentaci filmu, rozhlasových a televizních pořadů. Studenti jsou připravováni pro práci a činnosti ve výrobních štábech produkujících audiovizuální díla.

### Audiovizuální technika
AVT je obor vhodný pro uchazeče o se zájmem o obrazovou a zvukovou techniku a technologii. Studenti získají vědomosti o technických principech snímání, zpracování, záznamu a přenosu obrazových a zvukových signálů (film, televize, rozhlas), praktické dovednosti v obsluze studiových zařízení a softwaru k práci s obrazovým a zvukovým materiálem. Současně získají znalosti a dovednosti při základních technologických postupech výroby audiovizuálních děl.

### Globální síťové technologie
GST je obor, který seznamuje studenty především s technologiemi Internetu, informačními sítěmi, optickými vlákny a bezdrátovými sítěmi.

### Technické lyceum
LYC je určen pro přípravu ke studiu na vysokých školách technického či přírodovědného směru. Základem studia jsou zde matematika, fyzika, chemie, výpočetní technika a grafická komunikace - deskriptivní geometrie a CAD.